# Volcom
Volcom is een Amerikaanse kledingfabrikant. Het bedrijf is gevestigd in Costa Mesa, Californië en werd opgericht in 1991 door Richard "Wooly" Woolcott en Tucker "T-Dawg" Hall. Het bedrijf produceert artikelen die geliefd zijn bij surfers, skateboarders en snowboarders. De reden hiervoor is dat beide oprichters ervaring hebben met het beoefenen van deze sporten. In april 2005 heeft de onderneming haar naam veranderd in Volcom, Inc.. Volcom staat bekend om haar "Diamant" die veelvuldig als logo gebruikt wordt en de slogan "Youth Against Establishment". Het is ook betrokken bij een campagne die zich "Let the Kids Ride Free" noemt, daarnaast heeft het ook een platenmaatschappij, genaamd Volcom Entertainment.
In het begin van 2008 deed Volcom zijn eerste investering, waarbij het Electric Visual (Sunglasses) overnam. Op 16 januari 2008 meldde Joshua Hunter het volgende: "Het oudste gerucht in de industrie kwam tot bloei in de vroege uren van de ochtend toen een aantal mensen uit de journalistiek opvingen dat Volcom een overeenkomst had met Electric Visual om het zonnebrillenmerk voor slechts $25,25 over te nemen."

## Projecten
Sinds 1995 biedt Volcom beginnende kunstenaars de mogelijkheid om zich te uiten door middel van de kledinglijn 'Featured Artists'. Naast T-shirts omvat de lijn ook accessoires zoals hoeden, portefeuilles, riemen, board-shorts, sweatshirts en geweven/gebreide shirts. Kunstenaars kunnen ontdekt worden door middel van verschillende wedstrijden en evenementen.
Volcom heeft tevens een platenmaatschappij die bands als Pepper, Valient Thorr, Guttermouth en Birds of Avalon onder contract heeft staan.

## Winkels
Volcom heeft verschillende verkooplocaties. De eerste winkel werd geopend op 23 november 2002 en is gevestigd in Los Angeles. Overige locaties in Californië zijn San Diego, Santa Barbara, en Berkeley. Er zijn ook zes andere locaties in de VS: In Hawaï op het eiland Maui, in Lahaina en in Whalers Village in de Kaanapali Whalers Village Mall, en in Waikiki op Oahu; verder in Las Vegas en New York.
Volcom heeft verschillende internationale winkels:
- Frankrijk: Hossegor
- Indonesië: Bali
- Japan: Tokio
- Thailand: Bangkok
- Verenigd Koninkrijk: Londen
- Chili: Santiago
- Brazilië: São Paulo
- Portugal: Lissabon
- Duitsland: Stuttgart
- Nederland: Amsterdam

## Sponsoring
Volcom sponsort surfers, skateboarders en snowboarders.
Surfers
- Bruce Irons
- Dean Morrisson
- Ozzie Wright
- Gavin Beschen
- Dusty Payne
- Alex Gray
- Mitch Coleborn
- Nate Tyler
- Mike Morrissey
- Bol
- Andrew Doheny
- Blake Jones
- Nic Lamb

Skaters
- Rune Glifberg
- Mark Appleyard
- Dustin Dollin
- Caswell Berry
- Darrell Stanton
- Javier Sarmiento
- Dennis Busenitz
- Aaron Suski
- Jake Duncombe
- Lewis Marnell
- David Gonzalez
- Nick Trapasso
- David Gravette
- Grant Taylor
- Chima Ferguson
- Luan Oliveira

Snowboarders
- Gigi Ruf
- Bjorn Leines
- Wille Yli-Luoma
- Mark Landvik
- Seth Huot
- Iouri Podlatchikov
- Markus Keller

## L.T.K.R.F.
"Let the Kids Ride Free" is een campagne die streeft naar gratis skate-, surf- en snowboardwedstrijden.